# Turza Mała (gmina)
Turza Mała (do 1954 Turza; od 1976 Lipowiec Kościelny) – dawna gmina wiejska istniejąca do 1954 roku oraz w latach 1973–1976 w woj. warszawskim, a następnie w woj. ciechanowskim (dzisiejsze woj. mazowieckie). Siedzibą gminy była Turza Mała.
W okresie międzywojennym gmina Turza należała do powiatu mławskiego w woj. warszawskim.
Po wojnie gmina zachowała przynależność administracyjną. Według stanu z 1 lipca 1952 roku gmina składała się z 21 gromad: Borowe, Cegielnia Lewicka, Dobrowola, Głużek, Józefowo, Kęczewo, Korboniec, Krępa, Lewiczyn, Lipowiec Kościelny, Lipowiec Podborny, Łomia, Niegocin, Nowopole, Parcele Łomskie, Petrykozy, Rumoka, Turza Mała, Turza Wielka, Wola Kęczewska i Zawady. Gminę zniesiono 29 września 1954 roku wraz z reformą wprowadzającą gromady w miejsce gmin.
Gminę Turza Mała reaktywowano 1 stycznia 1973 roku w tymże powiecie i województwie. 1 czerwca 1975 gmina weszła w skład nowo utworzonego woj. ciechanowskiego. 1 lipca 1976 roku siedziba gminy została przeniesiona do Lipowca Kościelnego z jednoczesną zmianą nazwy gminy na gmina Lipowiec Kościelny (obecnie jej części znajdują się także w obrębie gmin Wiśniewo i Działdowo).